# La Mare de Déu del Roser de la Rovireta
La Mare de Déu del Roser de la Rovireta és la capella de la masia de la Rovireta, del terme municipal de Sant Quirze Safaja, a la comarca del Moianès.
És a la part central del terme, a l'est del nucli de Sant Quirze, al nord-oest de Puigdolena, al Vallès Oriental si bé popularment unit a la comarca natural del Moianès.